# Phi hình sự hóa psilocybin tại Hoa Kỳ

Poster được sử dụng để quảng bá Sắc lệnh 301. Vào tháng 5 năm 2019, Denver đã trở thành thành phố đầu tiên của Hoa Kỳ phi hình sự hóa psilocybin.

Phong trào phi hình sự hoá psilocybin tại nước Mỹ bắt đầu vào cuối thập niên 2010, đánh dấu bằng việc Denver, Colorado, trở thành những thành phố đầu tiên phi hình sự hoá psilocybin vào tháng 5 năm 2019. Lần lượt sau đó, các thành phố Oakland và Santa Cruz, California cũng phi hình sự hóa chất này lần lượt vào tháng 6 năm 2019 và tháng 1 năm 2020. Những người ủng hộ phong trào đã dẫn chứng nghiên cứu mới đây cho thấy tiềm năng sử dụng của hợp chất này trong y học. Tuy nhiên, việc sử dụng, mua bán cũng như sở hữu psilocybin tại Hoa Kỳ, dù nhận được sự cho phép của một số tiểu bang, vẫn là bất hợp pháp theo luật liên bang.

## Tổng quan

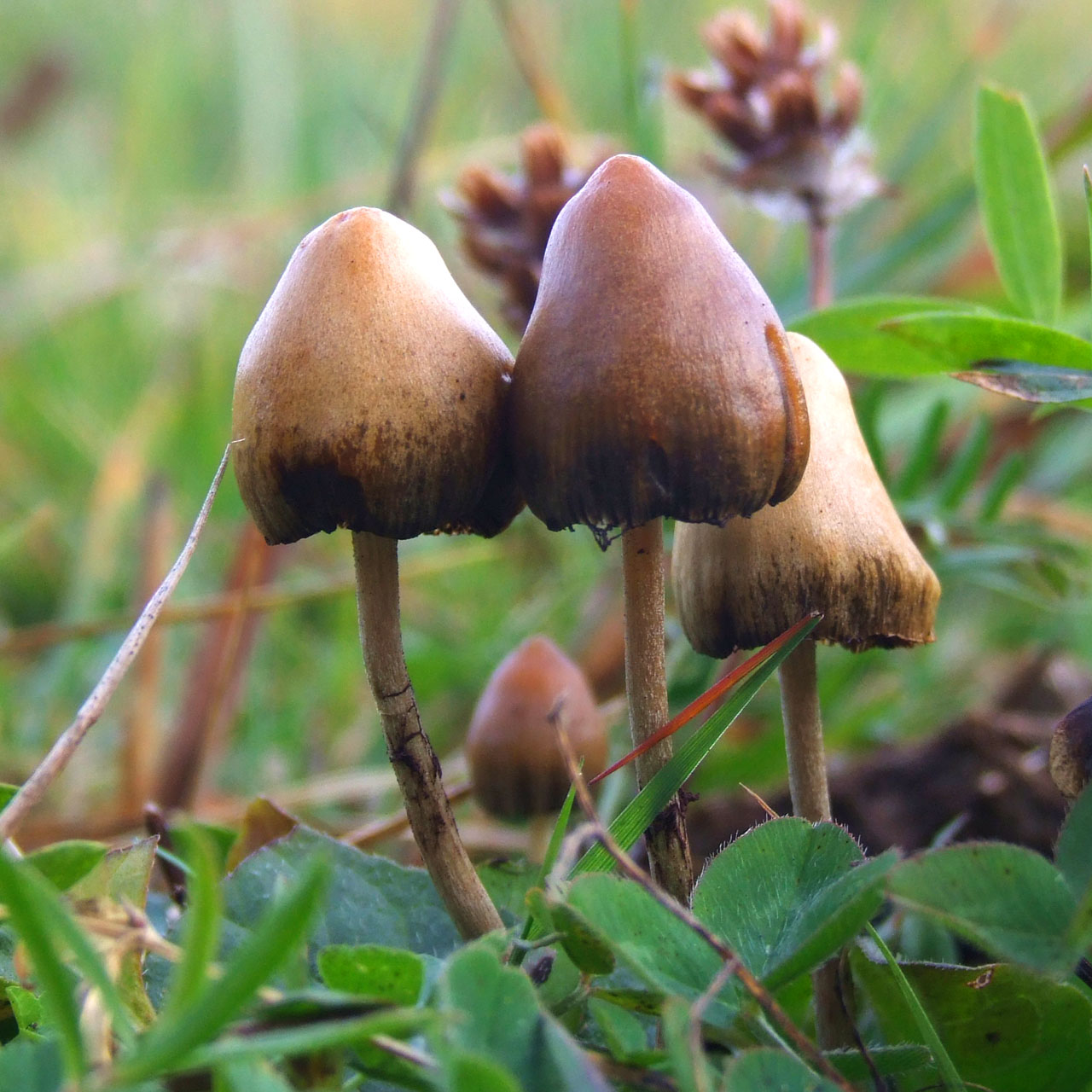
Psilocybe semilanceata, một loài nấm psilocybin thường được bán ở Hoa Kỳ.

Psilocybin là một chất hướng thần được chiết xuất tự nhiên bởi nấm psilocybin, thường được gọi là "nấm ma thuật". Tại Hoa Kỳ, nó được liên bang phân loại là hợp chất được ưu tiên kiểm soát theo Danh mục I, theo đó, nó "không được phép dùng trong y tế vì có khả năng lạm dụng cao". Chất này cũng đã bị cấm theo Đạo luật kiểm soát các hợp chất năm 1970. Vào tháng 2 năm 2019, trên tờ Wired, Troy Farah đã đề cập đến hai phong trào dân sự ở Oregon và thành phố Denver, Colorado. Theo đó, hai phong trào này đang thúc đẩy việc phi hình sự hóa psilocybin. Những người ủng hộ việc này dựa vào thực tế rằng cần sa đang được hợp pháp hóa một cách nhanh chóng ở Hoa Kỳ. Tuy nhiên, những nỗ lực phi hình sự hóa không bao gồm các chất gây ảo giác tổng hợp như lysergic acid diethylamide (LSD) và MDMA.
Vào tháng 5 năm 2018, Tổng thống Donald Trump đã ký một đạo luật cho phép một số bác sĩ dùng các loại thuốc gây ảo giác trong điều trị các bệnh nhân bị mắc bệnh nan y. Vào tháng 10 năm 2018, Cục quản lý Thực phẩm và Dược phẩm Hoa Kỳ đã công nhận "liệu pháp đột phá" mà psilocybin mang lại trong nghiên cứu. Hợp chất một lần nữa được công nhận vào tháng 11 năm 2019. Những người ủng hộ việc phi hình sự hóa đã trích dẫn nghiên cứu trên cho thấy loại thuốc này không gây nghiện và có ít trường hợp khẩn cấp hơn so với các loại chất hướng thần bất hợp pháp khác. Một nghiên cứu khác cũng chỉ ra việc sử dụng psilocybin có lợi trong điều trị trầm cảm nghiêm trọng và phụ thuộc nicotine. Những người ủng hộ phong trào cũng tuyên bố rằng việc phi hình sự hóa sẽ góp phần nâng cao nguồn lực thực thi pháp luật để tập trung vào các vấn đề có ưu tiên cao hơn.
Tuy nhiên, Michael Pollan, tác giả người Mỹ, viết cho tờ The New York Times, đã chỉ trích phong trào này mang tính thúc đẩy quá sớm trong khi nghiên cứu về psilocybin vẫn chưa được thực hiện kĩ càng. Ông viết, "Chúng tôi vẫn còn nhiều điều để tìm hiểu về sức mạnh to lớn và nguy cơ tiềm tàng của các hợp chất này, chưa kể còn phải xét đến hậu quả khi sử dụng vượt quá giới hạn". Mặc dù Pollan thừa nhận chất này có độ rủi ro thấp, nhưng ông cũng cảnh báo rằng có một cuộc khảo sát cho thấy gần tám phần trăm số người tham gia cho biết họ cần điều trị tâm lý sau khi sử dụng hợp chất này.

## Phi hình sự hóa

Tính hợp pháp của psilocybin tại Hoa Kỳ
----
Hợp pháp cho mục đích y tế và đã phi hình sự hóa
Hợp pháp cho mục đích y tế
Đã phi hình sự hóa
Các tiểu bang có thành phố đã phi hình sự hóa
Bất hợp pháp hoàn toàn

Tính đến tháng 5 năm 2020, ba thành phố đã hợp pháp hóa psilocybin. Vào tháng 5 năm 2020, Sắc lệnh 301 cũng được thông qua tại Denver với 50,6% cử tri bỏ phiếu ủng hộ. Tháng tiếp theo, ba mươi người đại diện cho hội đồng thành phố ở Oakland, California, mô tả lại những kinh nghiệm trước đây của họ với psilocybin. Sau những lời mô tả, hội đồng thành phố đã nhất trí bỏ phiếu để phi hình sự hóa psilocybin cùng với peyote. Vào tháng 1 năm 2020, Santa Cruz, California, cũng nhất trí hợp pháp hóa việc sở hữu và trồng trọt psilocybin dành cho người trưởng thành. Mặc dù vậy, việc buôn bán thương mại vẫn là bất hợp pháp.

## Những nỗ lực đang diễn ra
Một nỗ lực năm 2018 để hợp pháp hóa psilocybin ở California đã thất bại khi không thu thập đủ chữ ký cần thiết. Vào tháng 2 năm 2019, nhà lập pháp tiểu bang Iowa, Jeff Shipley đã giới thiệu hai dự luật hợp pháp hóa psilocybin y tế và loại bỏ hợp chất trên ra khỏi danh mục các chất được kiểm soát của tiểu bang. Vào tháng 6 năm 2019, Nghị sĩ Alexandria Ocasio-Cortez đề xuất việc loại bỏ các hạn chế đối với việc nghiên cứu sử dụng y tế psilocybin. Đến tháng 11 năm 2019, gần 100 thành phố của Hoa Kỳ bắt đầu xem xét các biện pháp cần thiết nhằm tiến hành hợp pháp hóa psilocybin.
Vào tháng 1 năm 2020, một nhà lập pháp tiểu bang Vermont, cùng với ba đồng sự khác, đã đưa ra một dự luật để phi hình sự hóa psilocybin, peyote, ayahuasca và kratom. Vào tháng 2 năm 2020, Hội đồng bầu cử ở Washington chính thức cho phép bỏ phiếu về việc phi hình sự hóa psilocybin vào tháng 11 cùng năm nếu các nhà ủng hộ có thể thu thập đủ chữ ký. Ngày 26 tháng 5 năm 2020, cuộc khởi xướng nhằm hợp pháp hóa psilocybin ở Oregon chính thức đủ điều kiện và sẵn sàng cho việc bỏ phiếu vào tháng 11. Một cuộc vận động khác đồng thời ở Oregon cũng sẽ phi hình sự việc sở hữu ma túy và mở rộng các dịch vụ điều trị. Vào tháng 5 năm 2020, nữ nghị sĩ New York bà Linda Rosenthal trích dẫn các nghiên cứu y tế đang diễn ra và những nỗ lực đã được thực hiện thành công ở Denver, Oakland và Santa Cruz, từ đó đưa ra một dự luật phi hình sự hóa psilocybin ở tiểu bang này.

## Dư luận
Vào tháng 1 năm 2019, Hiệp hội nghiên cứu psilocybin  cùng công ty nghiên cứu DHM của Oregon đã phát hiện ra rằng có 47 phần trăm cử tri Oregon chấp thuận hợp pháp hóa psilocybin trong y tế, trong khi có đến 46% phản đối. Tỷ lệ ủng hộ phi hình sự hóa tăng lên 64% sau khi nhiều yếu tố quan trọng được làm rõ. Ngoài ra, một cuộc thăm dò trực tuyến vào tháng 10 năm 2019 do công ty nghiên cứu Green Horizons thực hiện cho thấy 38% người trưởng thành ở Mỹ ủng hộ hợp pháp hóa psilocybin "trong ít nhất một vài trường hợp".